# Aubette

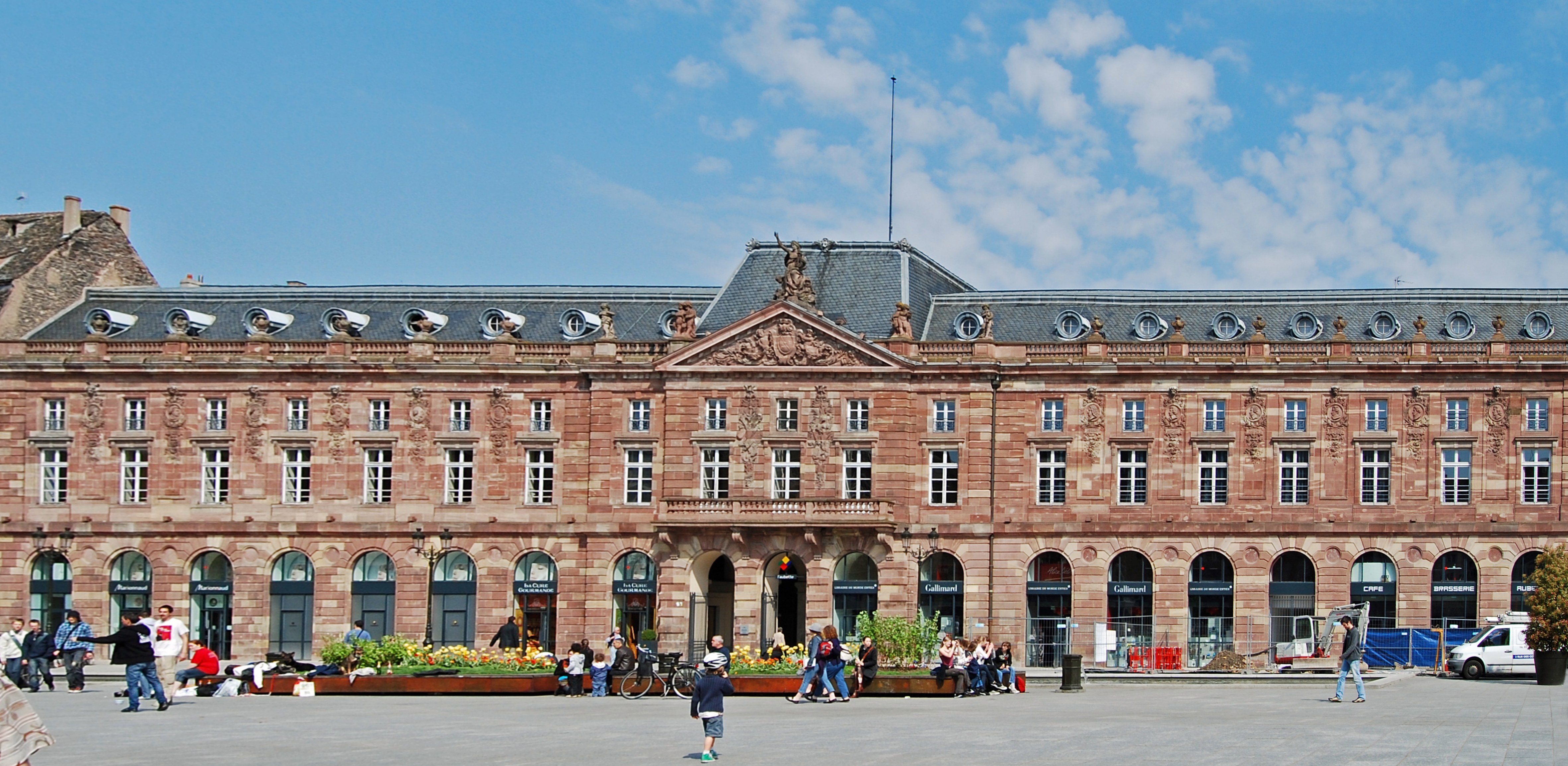
Die Aubette (2009)

Die Aubette ist ein repräsentatives, klassizistisches Gebäude an der Place Kléber in Straßburg:
Die Aubette war ursprünglich als Hauptwache der Straßburger Garde du Corps erbaut worden, heute ist sie ein weiträumiges Einkaufszentrum mit Gastronomie und Parkhaus.
Der Name Aubette bezieht sich auf die ursprüngliche Bedeutung des Wortes, mit dem im Französischen ein Unterstand bezeichnet wird.

## Geschichte
Das Gebäude wurde zwischen 1764 und 1767 von Jacques-François Blondel, Hofarchitekt Ludwigs XV., im Zuge einer städtebaulichen Umgestaltung der Stadt Straßburg errichtet. Das Gebäude, das heute den Platz dominiert, war ein militärischer Zweckbau, in dem u. a. Offiziersunterkünfte, Aufenthaltsräume und Waffenmagazine untergebracht waren.
Geplant war eine  Bebauung des Platzes mit entsprechenden Gebäuden, die in Stil, Geschosshöhe etc. der Aubette angepasst waren. Durch die Wirren der Französischen Revolution und allgemeinen Geldmangel kam das ehrgeizige Projekt jedoch zum Erliegen, fertiggestellt wurde allein die Aubette.
Das Gebäude wurde dann im Laufe der Geschichte unterschiedlich genutzt. Verwaltungsorgane zogen ein, 1845 befand sich in einem Teil des Gebäudes eine Gastwirtschaft. 1869 wurde dort die städtische Gemäldesammlung untergebracht, die 1870 im Zuge der Kriegshandlungen zwischen Frankreich und Deutschland durch einen verheerenden Brand vernichtet wurde, nach dem nur noch die Fassade der Aubette erhalten blieb.
Zwischen 1873 und 1875 wurde die Aubette unter Leitung des Straßburger Stadtbaumeister Jean Geoffroy Conrath wieder aufgebaut. Er nahm dabei Veränderungen vor, die in den Entwurf Blondels mehr oder weniger stark eingriffen. So erhielt das Dach eine andere Gestalt und der Fassadenschmuck wurde dem Zeitgeschmack angepasst.
In den 1920er Jahren nahmen sich die Gebrüder Horn aus Mülhausen, zwei Kunstliebhaber und Sammler zeitgenössischer Kunst, der Aubette an und ließen das Haus in ein modernes Kultur- und Vergnügungszentrum umbauen, das sich über insgesamt vier Stockwerke erstreckte und mit Restaurants, Cafés, einem Fest- und einem Kinosaal ausgestattet war.
Mit der Innenausstattung betrauten sie Sophie Taeuber-Arp, die für diesen umfangreichen Auftrag Hans Arp und den niederländischen Maler und  Architekten Theo van Doesburg hinzuzog. 1927 war die Planung abgeschlossen und am 17. Februar 1928 fand die feierliche Eröffnung statt.

### Die Innenausstattung der 1920er Jahre

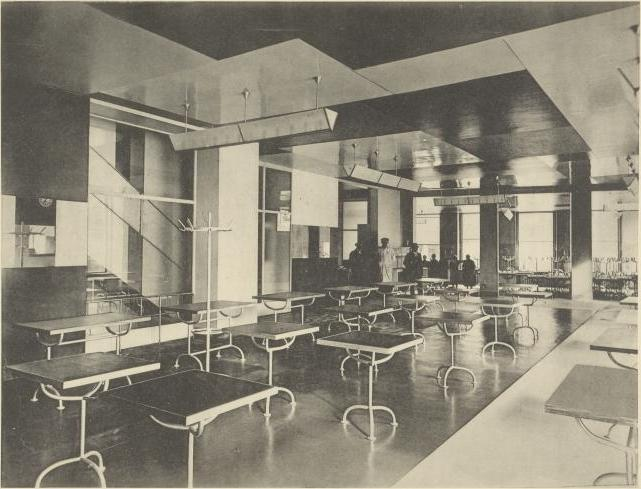
Cafe-Restaurant, Foto 1929

Den Horn-Brüdern und den beteiligten Künstlern schwebte bei der Gestaltung der Innenräume ein durchgestyltes Gesamtkunstwerk vor. In dem unkonventionellen Farb- und Formkonzept schlugen sich Vorstellungen der konkreten Kunst und Gestaltung von Sophie Taeuber-Arp, sowie der niederländischen Künstlergruppe De Stijl nieder, zu deren Vertretern Theo van Doesburg gehörte. Die Gruppe De Stijl vertrat in der Architektur und der Malerei eine puristische Position mit einer Vorliebe für ungegenständlich-geometrische Darstellungen, kubische Formen, rechte Winkel und eine Reduzierung der Farbpalette auf Schwarz, Weiß, Grau und die Dreiheit der Primärfarben Rot, Blau und Gelb.
Dieses strenge und wenig gefällige Konzept stieß bei den Besuchern auf wenig Gegenliebe. Bereits Ende der 1930er Jahre war die unkonventionelle, avantgardistische Innenausstattung massiv verändert, verdeckt oder sogar zerstört.
Mit der Errichtung eines großen Einkaufszentrums begann auch eine Restaurierung der ursprünglichen Innenausstattung aus den 20er Jahren, deren Einzigartigkeit und Qualität als Kunstwerk von den Verantwortlichen der Denkmalpflege inzwischen anerkannt wurde. 1994 wurde zunächst der Kinosaal nach alten Fotodokumenten wiederhergestellt, 2001 folgten der Festsaal, das Foyer mit Bar und das Treppenhaus. 2006 war die Renovierung abgeschlossen. Die gesamte erste Etage steht heute unter Denkmalschutz und ist frei zugänglich.

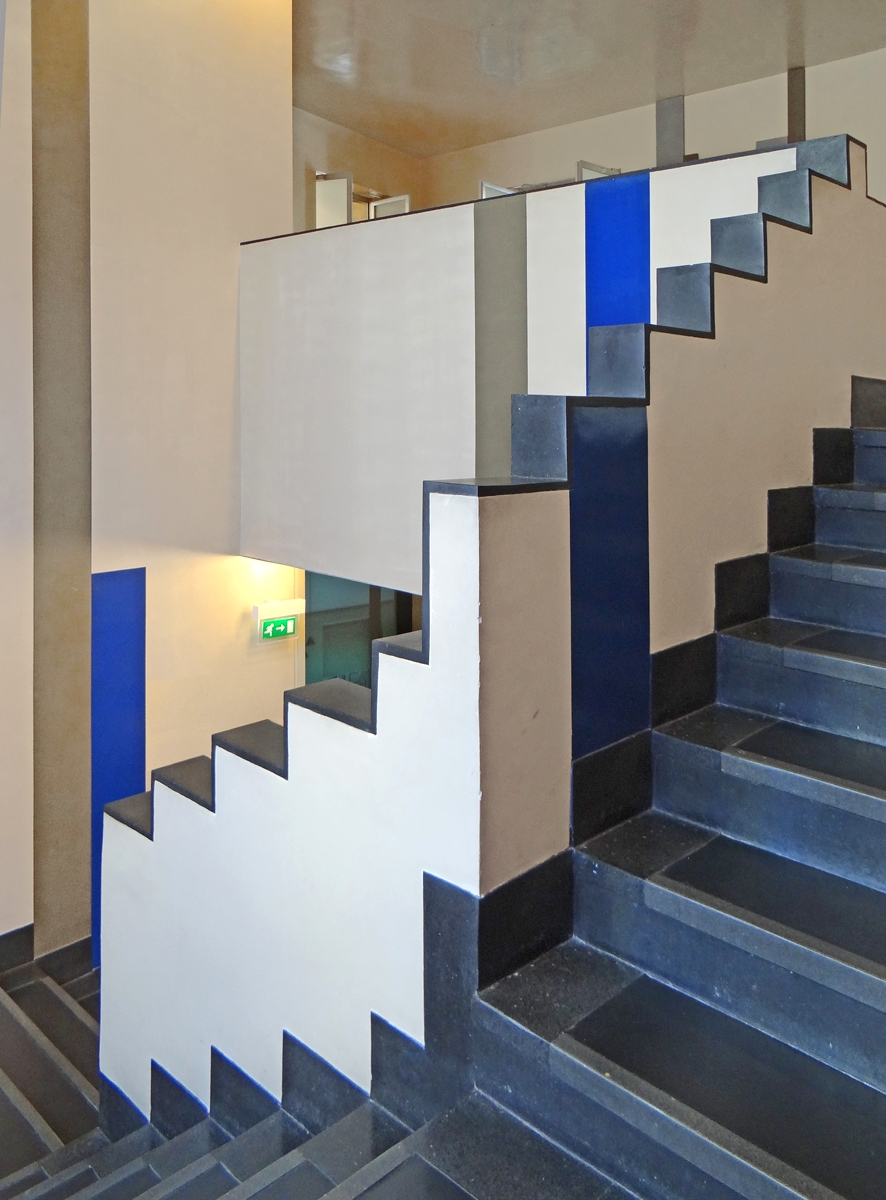
Treppenaufgang
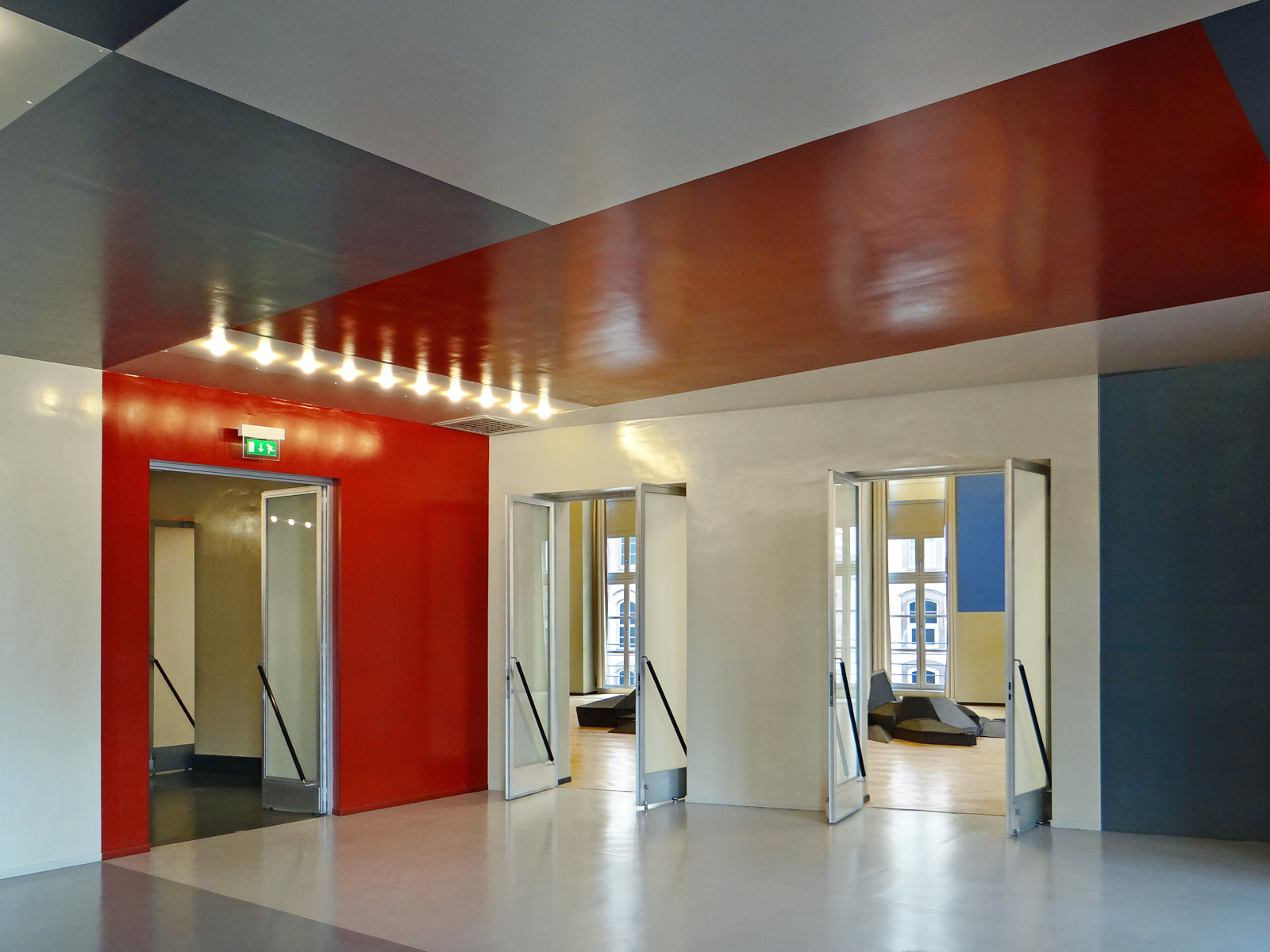
Foyer-Bar
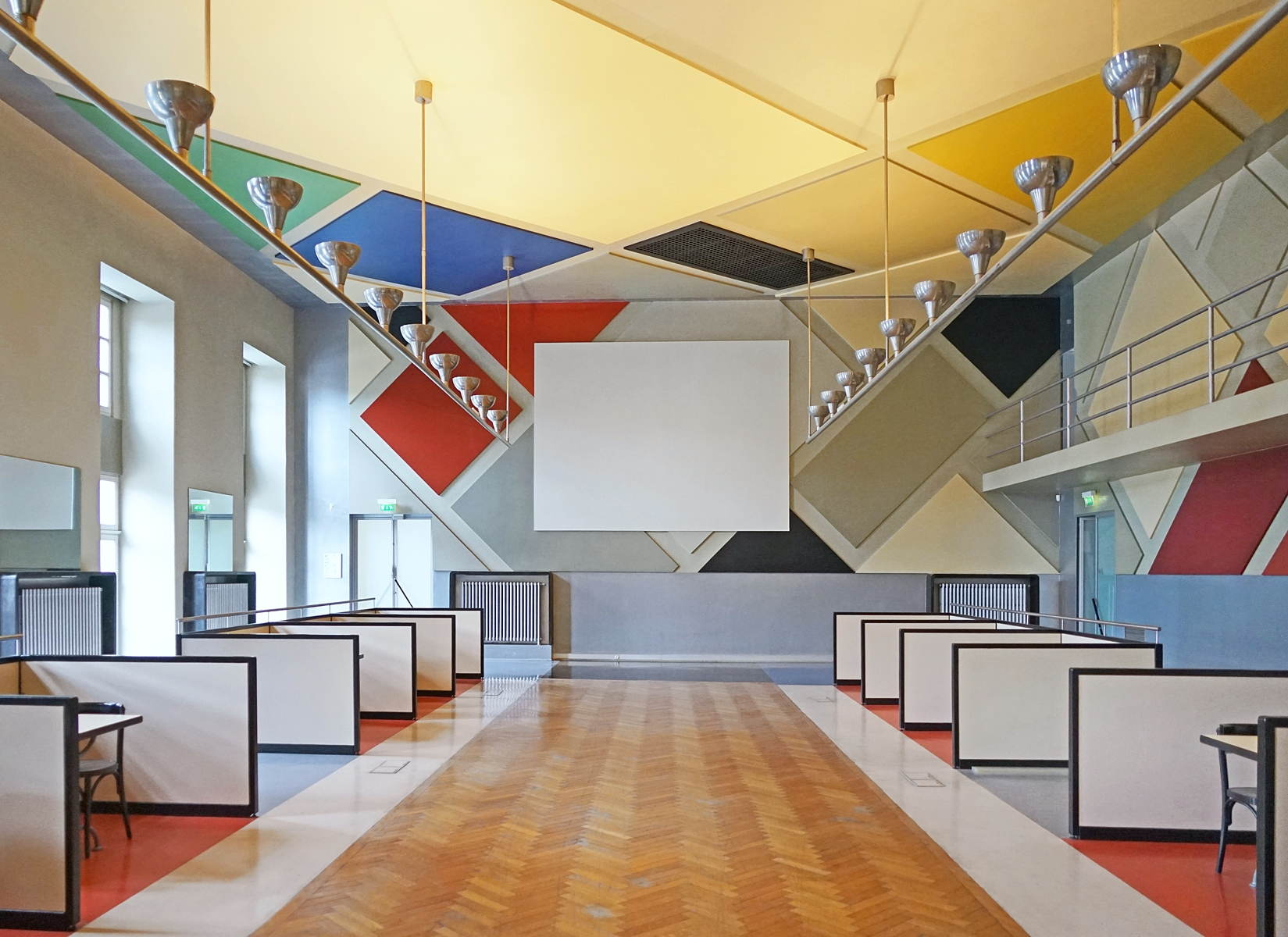
Kino und Tanz
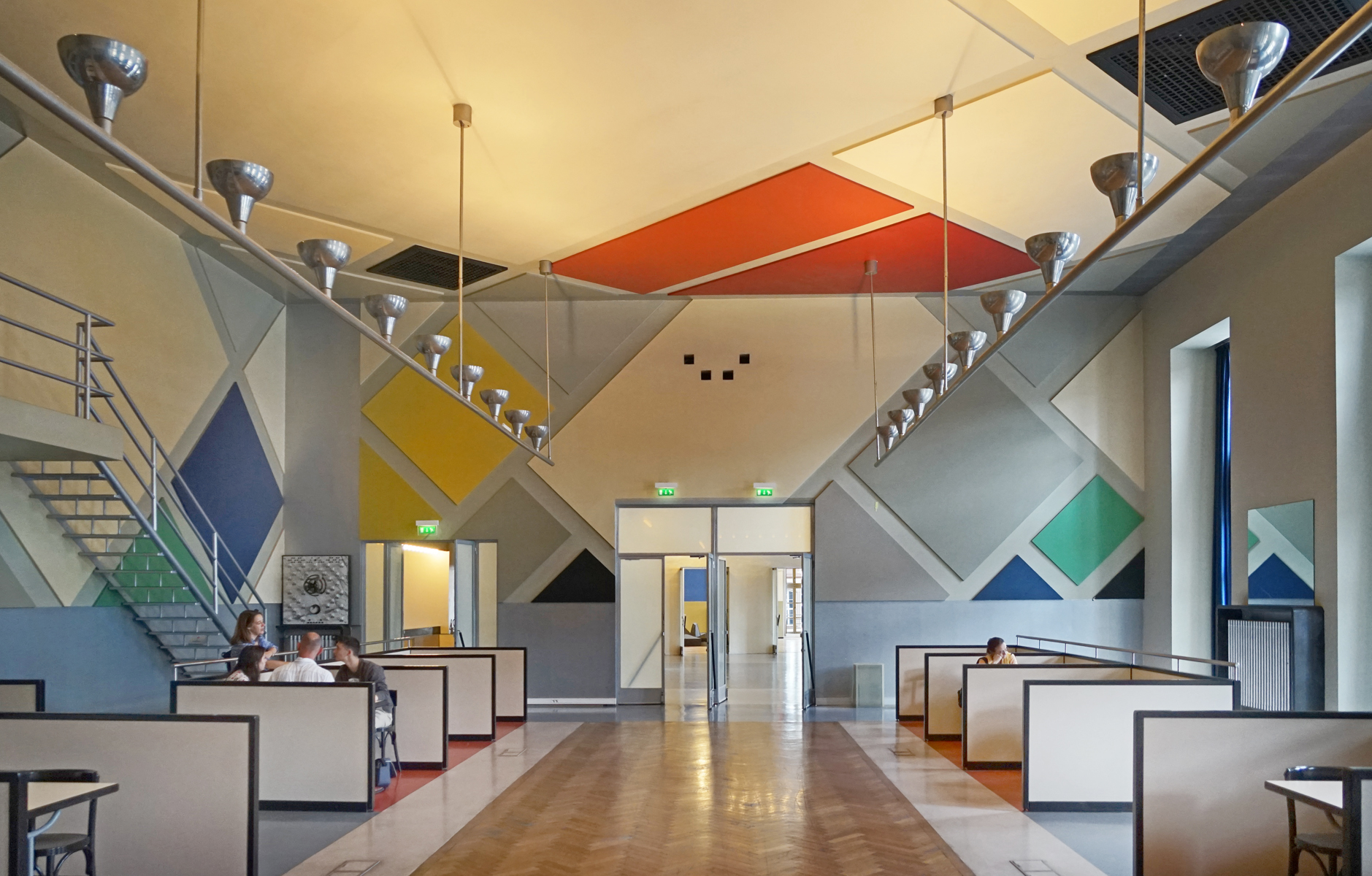
Kino und Tanz
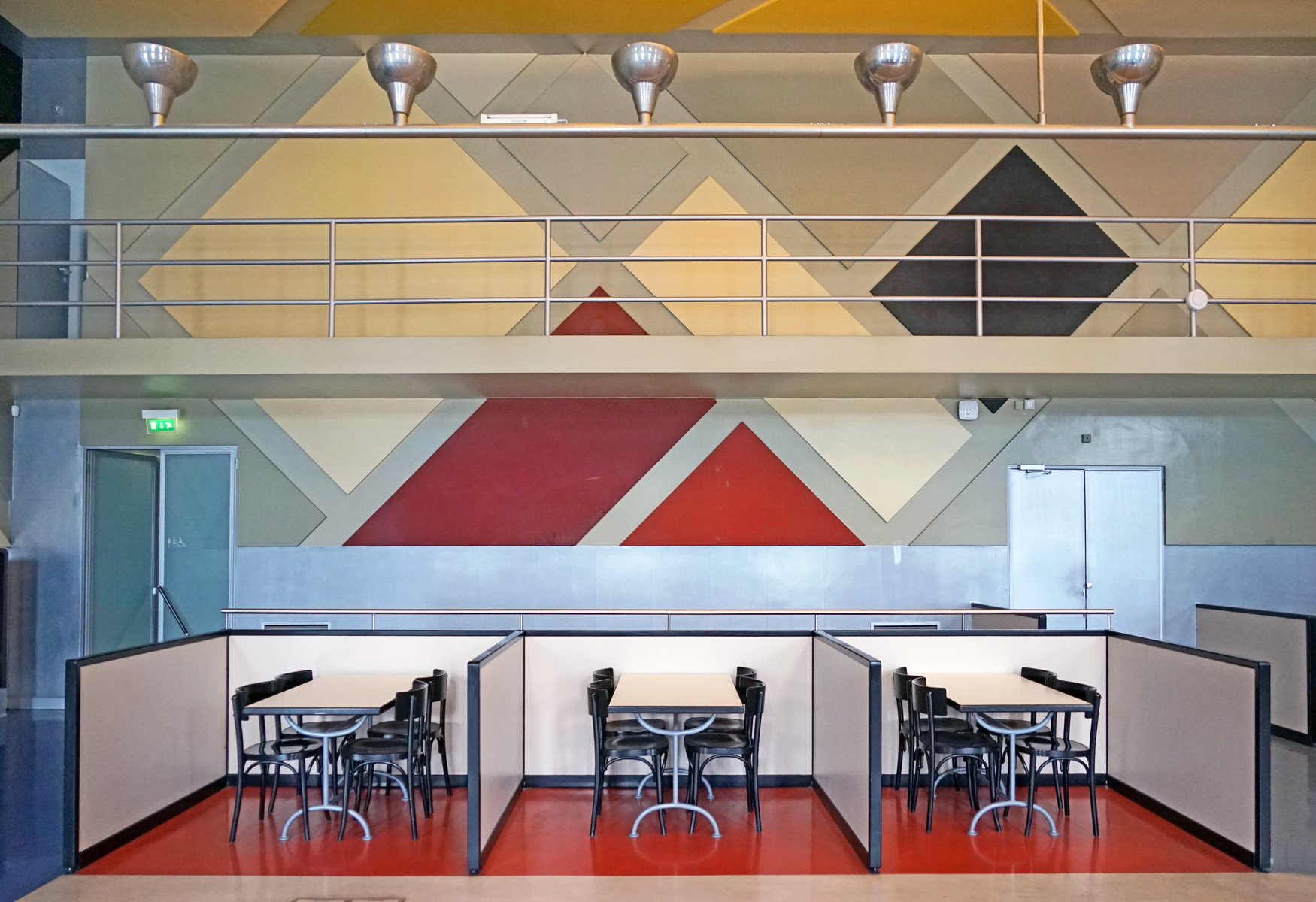
Café-Restaurant
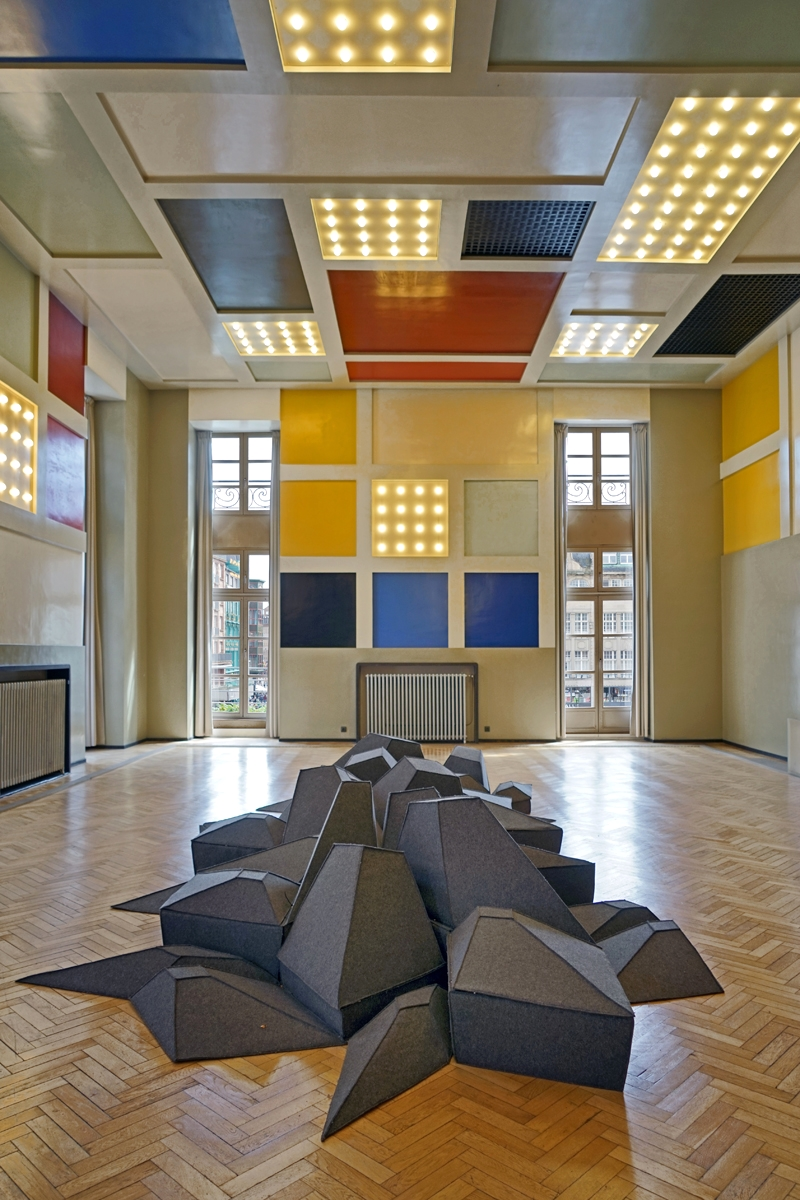
Festsaal